# Richmond Hill-Sud
Pour les articles homonymes, voir Richmond et Richmond Hill (homonymie).
Circonscription électorale fédérale du Canada
Richmond Hill est une circonscription électorale fédérale en Ontario (Canada).
La circonscription de la banlieue nord de Toronto consiste en la partie sud de la ville de Richmond Hill.
Les circonscriptions limitrophes sont Oak Ridges—Markham, Markham—Unionville, Thornhill et Vaughan. 

## Résultats électoraux
|       | Candidat            | Parti        | # de voix | % des voix |
|       | Costas Menegakis    | Conservateur | +22 078,  | 44,14 %    |
|       | (x) Bryon Wilfert   | Libéral      | +17 671,  | 35,33 %    |
|       | Adam DeVita         | NPD          | +08 433,  | 16,86 %    |
|       | Cameron W. Hastings | Vert         | +01 832,  | 3,66 %     |
| Total | Total               | Total        | 50 014    | 100 %      |

|       | Candidat          | Parti        | # de voix | % des voix |
|       | Chungsen Leung    | Conservateur | +16 259,  | 35,65 %    |
|       | (x) Bryon Wilfert | Libéral      | +21 444,  | 47,01 %    |
|       | Wess Dowsett      | NPD          | +04 526,  | 9,92 %     |
|       | Dylan Marando     | Vert         | +03 384,  | 7,42 %     |
| Total | Total             | Total        | 45 613    | 100 %      |

## Historique
La circonscription de Richmond Hill a été créée en 2003 d'une partie d'Oak Ridges.
À la suite du découpage de la carte électorale de 2022, la circonscription est renommée Richmond Hill-Sud.
| Législature                       | Années       | Député | Député           | Parti        |
| --------------------------------- | ------------ | ------ | ---------------- | ------------ |
| Richmond Hill issue de Oak Ridges |              |        |                  |              |
| 38e                               | 2004–2006    |        | Bryon Wilfert    | Libéral      |
| 39e                               | 2006–2008    |        | Bryon Wilfert    | Libéral      |
| 40e                               | 2008–2011    |        | Bryon Wilfert    | Libéral      |
| 41e                               | 2011–2015    |        | Costas Menegakis | Conservateur |
| 42e                               | 2015–2019    |        | Majid Jowhari    | Libéral      |
| 43e                               | 2019–2021    |        | Majid Jowhari    | Libéral      |
| 44e                               | 2021–Présent |        | Majid Jowhari    | Libéral      |
| Richmond Hill-Sud                 |              |        |                  |              |

## Circonscription provinciale
Comme partout en Ontario, les circonscriptions provinciales se sont accordées avec les fédérales depuis les élections provinciales du 4 octobre 2007.